# 中津少年学院
中津少年学院（なかつしょうねんがくいん）は、大分県中津市にある法務省矯正局の福岡矯正管区に属する少年院である。少年院種別としては第一種、第二種であって第三種少年院（旧称・医療少年院）ではない。情緒未成熟等により非社会的な形での社会的不適応が著しいということで専門的な治療教育を必要とする者などを対象として行う特殊教育課程を設置している。

## 概要
少年院種別としては第三種少年院（旧称・医療少年院）ではないが、全国3箇所の特殊教育課程を備える少年院のひとつである。約90名が収容されている。

## 所在地
- 大分県中津市大字加来1205番地[6]

## アクセス
- JR九州日豊本線中津駅下車 タクシーで約15分または大交北部バス野路、八面山荘、山口のいずれかの行先（3系統あわせて1~2時間おきに発車）に乗車し上の原下車、徒歩10分。